# César Manzanos Bilbao
Pour les articles homonymes, voir Bilbao (homonymie).
 (octobre 2015).
César Manzanos Bilbao est un sociologue, professeur et écrivain basque espagnol de langue espagnole.

## Biographie
Docteur en sociologie, César Manzanos Bilbao est un professeur à la faculté des sciences sociales et de l'information à l'université du Pays basque, rattaché à l'école de travail social de l'Alava. Il obtient un master à l'Institut international de sociologie de la loi sur « l'approche socio-juridique du Commerce extérieur et de l'administration publique en Europe ». 
Dans le domaine de la recherche et de l'enseignement, César Manzanos Bilbao se spécialise entre autres dans les domaines de la sociologie urbaine, la méthodologie de recherche en sciences sociales, la sociologie du droit et de la criminalité, la sociologie de l'immigration, la politique sociale et la sociologie des conflits familiaux.
César Manzanos Bilbao, professeur invité dans plusieurs universités américaines, a réalisé plus d'une vingtaine de recherches clés en sociologie et en droit. Il a publié plusieurs ouvrages individuels et collectifs parmi lesquelles : Extranjeros en el paraíso (1992); Derecho y sociedad (1998); La Ley de Divorcio en España: criterios y propuestas de modificación (1999); El grito del otro: arqueología de la marginación racial (1999) et Cárcel, drogas y sida: Trabajo social frente al sistema penal (2000).